# Volvarina angustata
Espèce
Synonymes
- Bullata angustata (G. B. Sowerby, 1846)[1]
- Cryptospira angustata (G. B. Sowerby, 1846)[1]
- Marginella angustata G. B. Sowerby II, 1846[1]

Volvarina angustata est une espèce de mollusques gastéropodes de la famille des Marginellidae.
- Répartition : ouest de l’océan Indien et de l’océan Pacifique.
- Longueur : 2,5 cm

## Source
- Arianna Fulvo et Roberto Nistri (2005). 350 coquillages du monde entier. Delachaux et Niestlé (Paris) : 256 p.  (ISBN 2-603-01374-2)